# Колумбія на зимових Олімпійських іграх 2022
Колумбія взяла участь у зимових Олімпійських іграх 2022, що тривали з 4 до 20 лютого в Пекіні (Китай).
Лаура Гомес і Карлос Андрес Кінтана несли прапор своєї країни на церемонії відкриття. А нести прапор на церемонії закриття доручили теж Лаурі Гомес.

## Спортсмени
Кількість спортсменів, що взяли участь в Іграх, за видами спорту.
| Вид спорту          | Чоловіки | Жінки | Загалом |
| ------------------- | -------- | ----- | ------- |
| Гірськолижний спорт | 1        | 0     | 1       |
| Лижні перегони      | 1        | 0     | 1       |
| Ковзанярський спорт | 0        | 1     | 1       |
| Загалом             | 2        | 1     | 3       |

## Гірськолижний спорт
Від Колумбії на Ігри кваліфікувався один гірськолижник, що відповідав базовому кваліфікаційному критерію.
Чоловіки
| Спортсмен       | Дисципліна                    | 1-й спуск | 1-й спуск | 2-й спуск   | 2-й спуск   | Сума        | Сума        |
| Спортсмен       | Дисципліна                    | Час       | Місце     | Час         | Місце       | Час         | Місце       |
| --------------- | ----------------------------- | --------- | --------- | ----------- | ----------- | ----------- | ----------- |
| Міхаель Поеттос | Гігантський слалом (чоловіки) | 1:12.83   | 36        | 1:17.19     | 30          | 2:30.02     | 31          |
| Міхаель Поеттос | Слалом (чоловіки)             | НФ        | НФ        | Не потрапив | Не потрапив | Не потрапив | Не потрапив |

## Лижні перегони
Від Колумбії на Ігри кваліфікувався один лижник, що відповідав базовому кваліфікаційному критерію.
Дистанційні перегони
Чоловіки
| Спортсмен             | Дисципліна                        | Класичний стиль | Класичний стиль | Вільний стиль | Вільний стиль | Фінал   | Фінал       | Фінал |
| Спортсмен             | Дисципліна                        | Час             | Місце           | Час           | Місце 1       | Час     | Відставання | Місце |
| --------------------- | --------------------------------- | --------------- | --------------- | ------------- | ------------- | ------- | ----------- | ----- |
| Карлос Андрес Кінтана | 15 км класичним стилем (чоловіки) | Н/Д             | Н/Д             | Н/Д           | Н/Д           | 55:41.9 | +17:47.1    | 95    |

## Ковзанярський спорт
Завдяки результатам у Кубку світу 2021–2022 від Колумбії на Ігри кваліфікувалася одна ковзанярка, що змагалася в масстарті.
Масстарт
| Спортсменка | Дисципліна | Півфінал | Півфінал | Півфінал | Фінал        | Фінал        | Фінал |
| Спортсменка | Дисципліна | Бали     | Час      | Місце    | Бали         | Час          | Місце |
| ----------- | ---------- | -------- | -------- | -------- | ------------ | ------------ | ----- |
| Лаура Гомес | Жінки      | 0        | 8:31.66  | 11       | Не потрапила | Не потрапила | 22    |